# Lasianthus varians
Espèce
Synonymes
- Litosanthes varians (Thwaites) Deb & M.G.Gangop.[1]
- Mephitidia varians Thwaites[1]
- Nonatelia varians (Thwaites) Kuntze[1]

Statut de conservation UICN

 EN B1+2c : En danger
Lasianthus varians est une espèce de plantes de la famille des Rubiaceae.

## Publication originale
- Enumeratio Plantarum Zeylaniae 420. 1864.